# Dorian Gray (film fra 2009)
Dorian Gray er en britisk fantasythriller-dramafilm fra 2009 baseret på en Oscar Wildes roman Billedet af Dorian Gray fra 1891. Filmen er instrueret af Oliver Parker med manuskript af Toby Finlay.

## Plot
En fortælling om en naiv, ung mand, som falder i kløerne på den slibrige men charmerende Lord Henry Wotton i et Victoriansk London.

## Medvirkende
- Ben Barnes som Dorian Gray
- Colin Firth som Lord Henry Wotton
- Rebecca Hall som Emily Wotton
- Ben Chaplin som Basil Hallward
- Emilia Fox som Victoria, Lady Henry Wotton
- Rachel Hurd-Wood som Sibyl Vane
- Fiona Shaw som Agatha
- Maryam d'Abo som Gladys
- Pip Torrens som Victor
- Douglas Henshall som Alan Campbell
- Caroline Goodall som Lady Radley
- Michael Culkin som Lord Radley
- Johnny Harris as James Vane